# قسم بكان الريفي (مقاطعة إقليد)
قسم بكان الريفي (بالفارسية: دهستان بکان) هي منطقة ريفية تقع في فارس في إيران. يقدر عدد سكانها بـ 3,274 نسمة .